# 爱德华·勒内·德·拉布莱

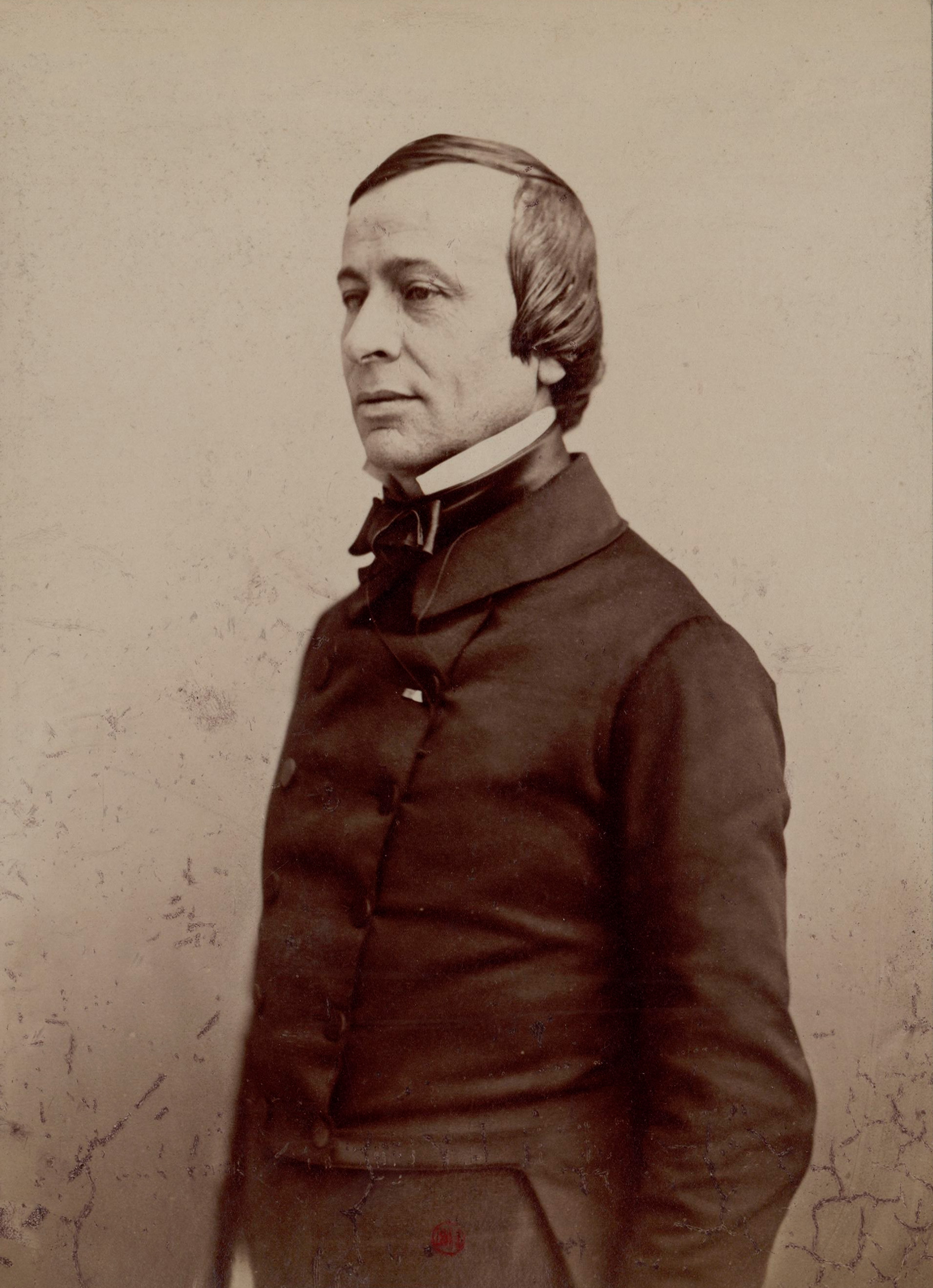
爱德华·勒内·勒菲弗·德·拉布莱

爱德华·勒内·勒菲弗·德·拉布莱（法語：Édouard René Lefèbvre de Laboulaye，法語發音：[edwaʁ ʁəne ləfɛvʁ də labulɛ]；1811年1月18日—1883年5月25日），是法国法学家、诗人、作家、反奴隶制活动家。1865年，他提出了法国与美国共同制作美国独立纪念品，最终由弗雷德里克·奥古斯特·巴托尔迪完成了自由女神像。